# Pumpspeicherkraftwerk Aguayo
Das Pumpspeicherkraftwerk Aguayo ist ein Pumpspeicherkraftwerk (PSK) in Kantabrien, Spanien. Es liegt am Río Torina bei der Talsperre Alsa Torina (spanisch Presa de Alsa Torina). Das PSK ging 1982 (bzw. 1984) in Betrieb. Es ist im Besitz von Repsol und wird auch von Repsol betrieben.

## Oberbecken Mediajo
Das Oberbecken Mediajo liegt in der Gemeinde San Miguel de Aguayo. Es handelt sich um ein künstlich angelegtes Becken, das ausschließlich als Oberbecken des PSK verwendet wird. Das Becken wurde 1981 fertiggestellt.

### Absperrbauwerk
Das Absperrbauwerk ist ein Schüttdamm mit einer Abdichtung aus Asphalt und einer Höhe von 37 m über der Gründungssohle, der rings um das Becken angelegt ist. Die Dammkrone liegt auf einer Höhe von 1162 m über dem Meeresspiegel. Der Umfang der Dammkrone beträgt 2782 m. Das Volumen des Damms beträgt 4,7 Mio. m³.

### Becken
Beim normalen Stauziel von 1160 m erstreckt sich das Oberbecken über eine Fläche von rund 0,4 (bzw. 0,44) km² und fasst 10 (bzw. 0,11) Mio. m³ Wasser.

## Talsperre Alsa
Die Talsperre Alsa (bzw. Alsa Torina) liegt in der Gemeinde San Miguel de Aguayo. Sie staut den Torina zu einem Stausee auf, der als Unterbecken des PSK verwendet wird. Die Talsperre dient der Stromerzeugung. Sie wurde 1920 (bzw. 1921) fertiggestellt. Im Jahr 1981 wurde die ursprüngliche Talsperre erhöht, um das Fassungsvermögen des Stausees zu vergrößern.
Von der Talsperre geht ein Kanal (span. Canal de Alsa) ab, der zu einem Wasserkraftwerk (span. Central hidroeléctrica de Torina) führt, das sich in der Gemeinde Bárcena de Pie de Concha befindet. Die installierte Leistung dieses Kraftwerks beträgt 14 (bzw. 15,95) MW.

### Absperrbauwerk
Das Absperrbauwerk ist eine Gewichtsstaumauer aus Beton mit einer Höhe von 49 (bzw. 49,32) m über der Gründungssohle. Die Mauerkrone liegt auf einer Höhe von 843 m über dem Meeresspiegel. Die Länge der Mauerkrone beträgt 190 (bzw. 202) m. Das Volumen der Staumauer beträgt 85.500 m³.
Die Staumauer verfügt über eine Hochwasserentlastung, über die maximal 100 m³/s abgeleitet werden können. Das Bemessungshochwasser liegt bei 124,78 (bzw. 125) m³/s.

### Stausee
Beim normalen Stauziel von 842 m erstreckt sich der Stausee über eine Fläche von rund 1,8 (bzw. 1,83) km² und fasst 21,46 (bzw. 22 22,6 22,9 oder 23) Mio. m³ Wasser.

## Kraftwerk
Repsol übernahm das Kraftwerk 2018 von Viesgo im Rahmen eines Kaufs mehrerer Kraftwerke.

### Aguayo I
Die installierte Leistung des PSK beträgt 340 (bzw. 360) MW. Das Kraftwerk ging am 27. Juli 1984 in Betrieb. Im Maschinenhaus, das sich unterhalb der Talsperre Alsa befindet, sind vier Francis-Pumpturbinen installiert, die jeweils maximal 85 MW leisten. Die maximale Leistungsaufnahme einer Pumpturbine beträgt im Pumpbetrieb 83,6 MW. Der maximale Durchfluss liegt im Turbinenbetrieb bei 125,2 m³/s und im Pumpbetrieb bei 95,2 m³/s für alle Pumpturbinen. Die Fallhöhe beträgt 328,5 m.

### Aguayo II
Aguayo II ist ein geplantes PSK, dessen installierte Leistung bei 1000 MW liegen soll. Die geplante Jahreserzeugung wird mit 2 Mrd. kWh angegeben. Die vier Francis-Pumpturbinen sollen jede maximal 250 MW leisten. Der maximale Durchfluss liegt im Turbinenbetrieb bei 360 m³/s und im Pumpbetrieb bei 312 m³/s für alle Pumpturbinen. Die beiden Druckrohrleitungen, das Maschinenhaus und die Umspannanlage sollen unter der Erde errichtet werden. In der Schaltanlage wird die Generatorspannung von 15,75 kV mittels Leistungstransformatoren auf 400 kV hochgespannt.
Die Errichtungskosten werden mit 620 Mio. € angegeben. Die Bauarbeiten werden voraussichtlich 5 Jahre betragen.